# アナ・ルツネル
アナ・ルツネル（クロアチア語: Ana Rucner、1983年2月12日 - ）は、クロアチア・ザグレブ出身のチェロ奏者である。

## 来歴
両親ともに弦楽奏者であり、母はクロアチア国立劇場のチェリスト、父親はザグレブ・フィルハーモニー・オーケストラのヴァイオリニストである。
2005年にザグレブ大学音楽アカデミーでチェロ奏者の学位を取得して卒業し、スロベニアのマリボル・フィルハーモニー・オーケストラの一員となる。独奏者としてこれまでに2枚もアルバムを発売、クロアチア政府観光局によるプロモーションビデオ「Ode To Joy」にチェリストとして参加、出演した他、世界各国で活動している。
2015年11月、ボスニア・ヘルツェゴビナ国営放送は、ユーロビジョン・ソング・コンテスト2016のボスニア・ヘルツェゴビナ代表としてダラル・ミドハト＝タラキッチ、ディーンとアナ・ルツネルを選出したことを発表した。2016年5月、スウェーデン・ストックホルムで開催されるユーロビジョン・ソング・コンテスト2016にボスニア・ヘルツェゴビナ代表として出場する。